# Karlebo
Karlebo é um município da Dinamarca, localizado na região oriental, no condado de Frederiksborg.
O município tem uma área de 40 km² e uma  população de 19 436 habitantes, segundo o censo de 2004.